# 德力格尔朝克图
德力格尔朝克图（1922年10月—?），蒙古族，籍贯哲里木盟科尔沁右翼中旗（今属内蒙古自治区通辽市）。中华民国大陆时期内蒙古政治人物，蒙古青年革命党骨干成员。

## 生平
1922年10月生，1938年春毕业于日本人开办的旅大市下滕寻常学校，同年4月考入日本东京“善临学寮”，于8月提前归国任“蒙古联盟自治政府”人事处翻译、“蒙疆银行”秘书。
德力格尔朝克图曾经任蒙古军司令部翻译。1939年，时任蒙古军司令部翻译的德力格尔朝克图发起成立了蒙古青年团。该团以复兴蒙古文化为宗旨，其纲领为： 
一、保护发展蒙古文化；
二、主张军、政、学校注意蒙文蒙语的学用；
三、改善民生、卫生；
四、改革喇嘛教；
五、创办蒙文杂志，鉴定名词术语。
该组织曾经派人到东蒙会见兴安局总裁札噶尔、蒙政部大臣齊默特色木丕勒、第九军管区司令官巴特玛拉布坦。 
1942年6月赴日，任奈良县天理外国语学院“助教授”。1944年3月回国，同年8月14日在张家口上堡礼拜寺巷秘密召开“蒙古青年革命党”成立会议暨第一次会议，德任主席。该党的基本纲领是“民族自决”、“社会平等”、“世界和平”，力图走外蒙古的革命道路。德力格尔朝克图、布仁赛音等人为该党的骨干。此后，该党主要成员相继转到苏尼特右旗德王府周边任职，策划发动反日起义。
1945年8月，苏蒙联军进入内蒙古与日军作战，补英达赖、穆克登宝、都固尔苏隆、德力格尔朝克图等12人开会。他们成立了临时权力机构内蒙古人民委员会。会后，他们派衙门代表都固尔苏隆、蒙古青年革命党代表德力格尔朝克图、宗教界代表温都尔庙喇嘛赛旺丹巴到乌兰巴托，企图靠蒙古人民共和国实现内外蒙古合并或着内蒙古独立。1个多月之后，赛旺丹巴独自返回内蒙古，而都固尔苏隆、德力格尔朝克图则被蒙古人民共和国留下。1946年1月10日，因被诬告日本特务，被蒙古国拘留审查。在蒙方中央内务部拘留所审讯八个月后于同年9月5日被蒙方宣判二十五年集中营劳教。1954年10月10日，德力格尔朝克图被押送回中华人民共和国。
后于1957年1月18日在包头开庭审判，内蒙古高级人民法院对其宣判无罪释放，由政府安排在国家测绘总局西安分局地形测量队作翻译。1959年从西安调回内蒙蒙医研究所工作。1960年代初，被下放到苏尼特右旗白音朱日和公社白音高勒大队放牧劳动。文革期间被作为“乌兰夫派到西苏旗搞内外蒙合并的罪魁祸首”搞“反党叛国”等罪名，揪到锡林浩特“群专”。十一届三中全会后，被安排到乌兰察布盟民族师范学校任日语教员。